# منارة رأس سبارطيل

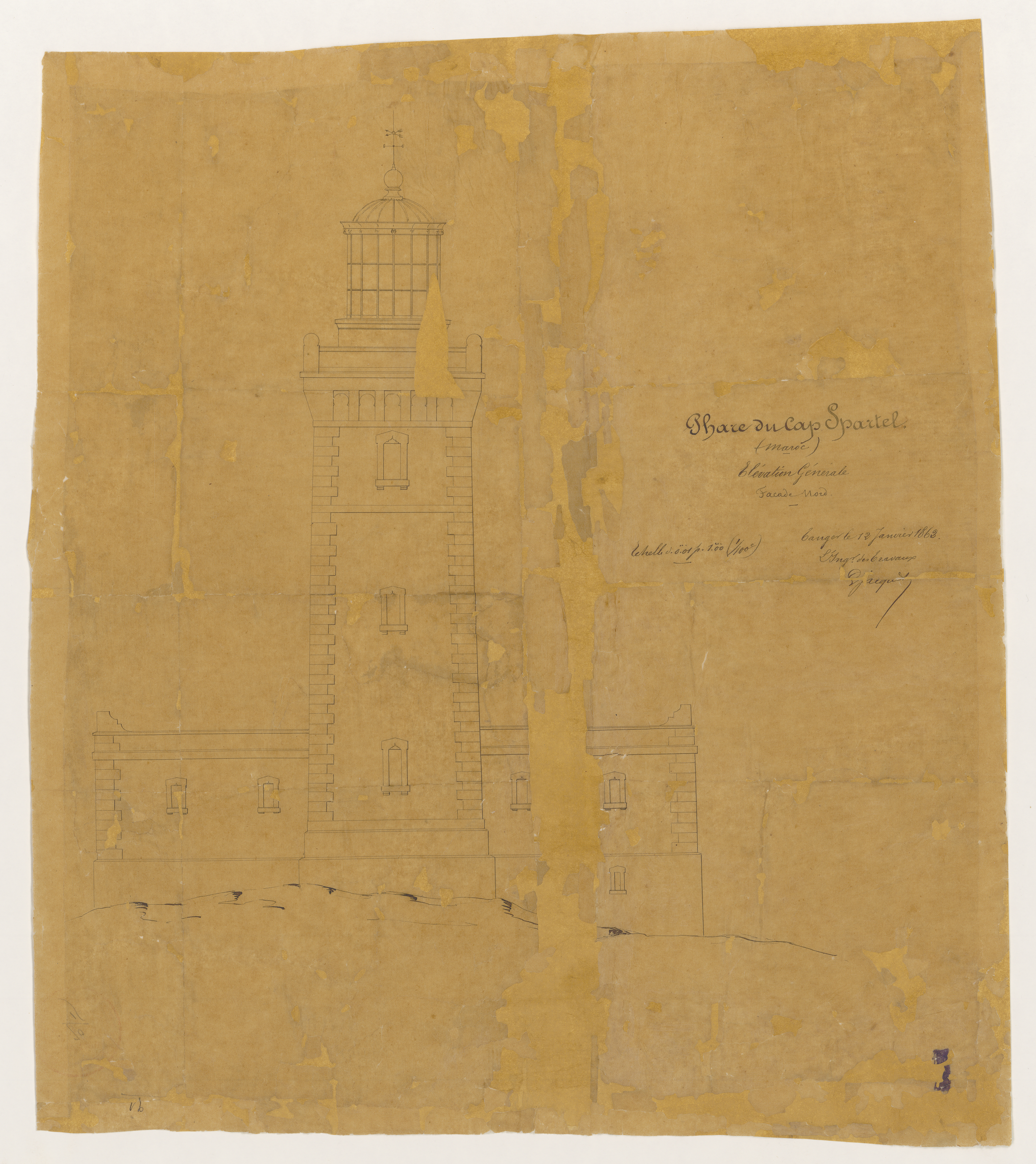
ادراج صورة

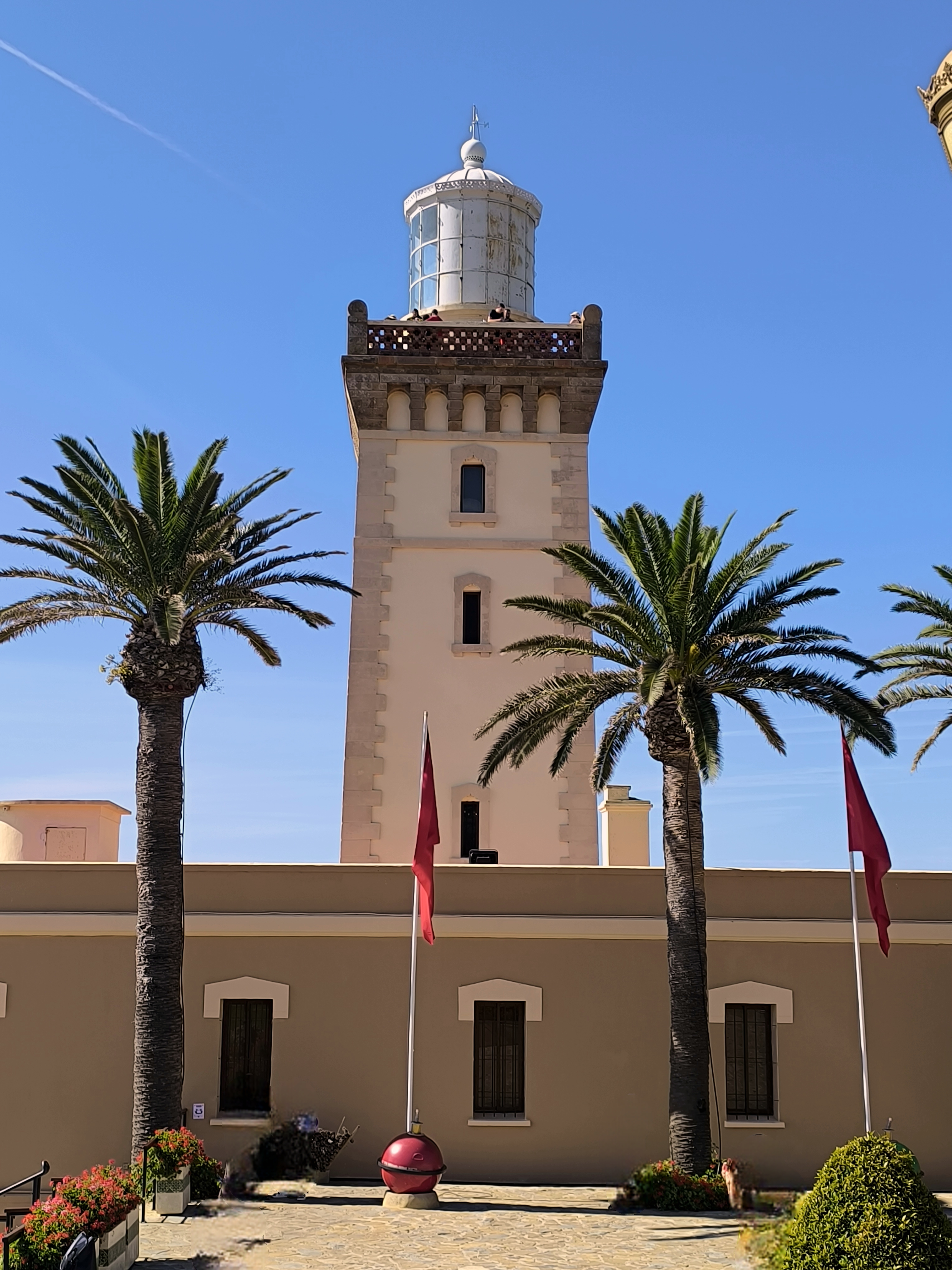
ادراج صورة

منارة رأس سبارطيل أو منارة كاب سبارطيل هي منارة مغربية في ملتقى البحر الابيض المتوسط والمحيط الأطلسي، في رأس سبارطيل غربي طنجة. هي أقدم منارة في المغرب وتم بناؤها في 1864 بأمر من السلطان محمد الرابع بعد حادثة اصدام باخرة دونا إيسابيل (Dona Isabel) التابعة للبحرية العسكرية البرازيلية بأجراف قرب رأس سبارتيل، والتي توفي إثرها 250 ملاحا برازيليا.
المنارة بارتفاع 25 متر وهي تطل على البحر من أعلى جرف صخري يطل على البحر مرتفع ب 315 متر.
بفضل ما تزخر به مغارة رأس اسبارطيل من تاريخ عريق توجت بلقب المنارة الثقافة لسنة 2023 من قبل مجلس الجمعية الدولية للتشوير البحري المنعقد قبل أسابيع قليلة بالبرازيل، لتكون بذلك المنارة العربية والأفريقية الأولى والوحيدة الحائزة لهذا اللقب.

## تاريخ
- في عهد محمد الرابع، كان المغرب يتعرض لضغوط أوروبية كبيرة من أجل تأمين الملاحة في مضيق جبل طارق، حيث كان الممر البحري القريب من السواحل المغربية يعتبر مقبرة للسفن بفعل التيارات البحرية القوية والأجراف الصخرية. لم يكن المغرب، آنذاك، يتوفر على أسطول تجاري وعسكري وبدون أي منارة بحرية على سواحله. أمام تكرار الحوادث، طلب القنصل الأمريكي في طنجة سنة 1849 من الحكومة الأمريكية تثبيت قطعة بحرية عسكرية في الساحل المغربي لدعم ونجدة السفن الأمريكية. هذا الطلب حرك حفيظة القوى الأوروبية، التي كانت لها أطماع استعمارية في المغرب. في 1850، بادر القنصل الفرنسي في طنجة إلى الضغط على السلطان المغربي لإنشاء منارة بحرية تطل على مضيق جبل طارق.[4]
- في 1931، زودت المنارة بعدسة بصرية بقوة 20 ألف شمعة عيارية (20Klx) وبين 1933 و1937 تم تزويدها بأجهزة تنبيه صوتي للاستخدام في الأجواء الغائمة.[5]
- في 2013، أصدر بنك المغرب عملة ورقية من فئة 200 درهم فيها رسم لمنارة رأس سبارطيل.[6]
- في 2023 مُنحت لقب "المنارة التراثية" لسنة 2023، من طرف مجلس الجمعية الدولية للتشوير البحري في دورته الـ76 المنعقد بالبرازيل.[7]